# 弗拉基米爾教堂

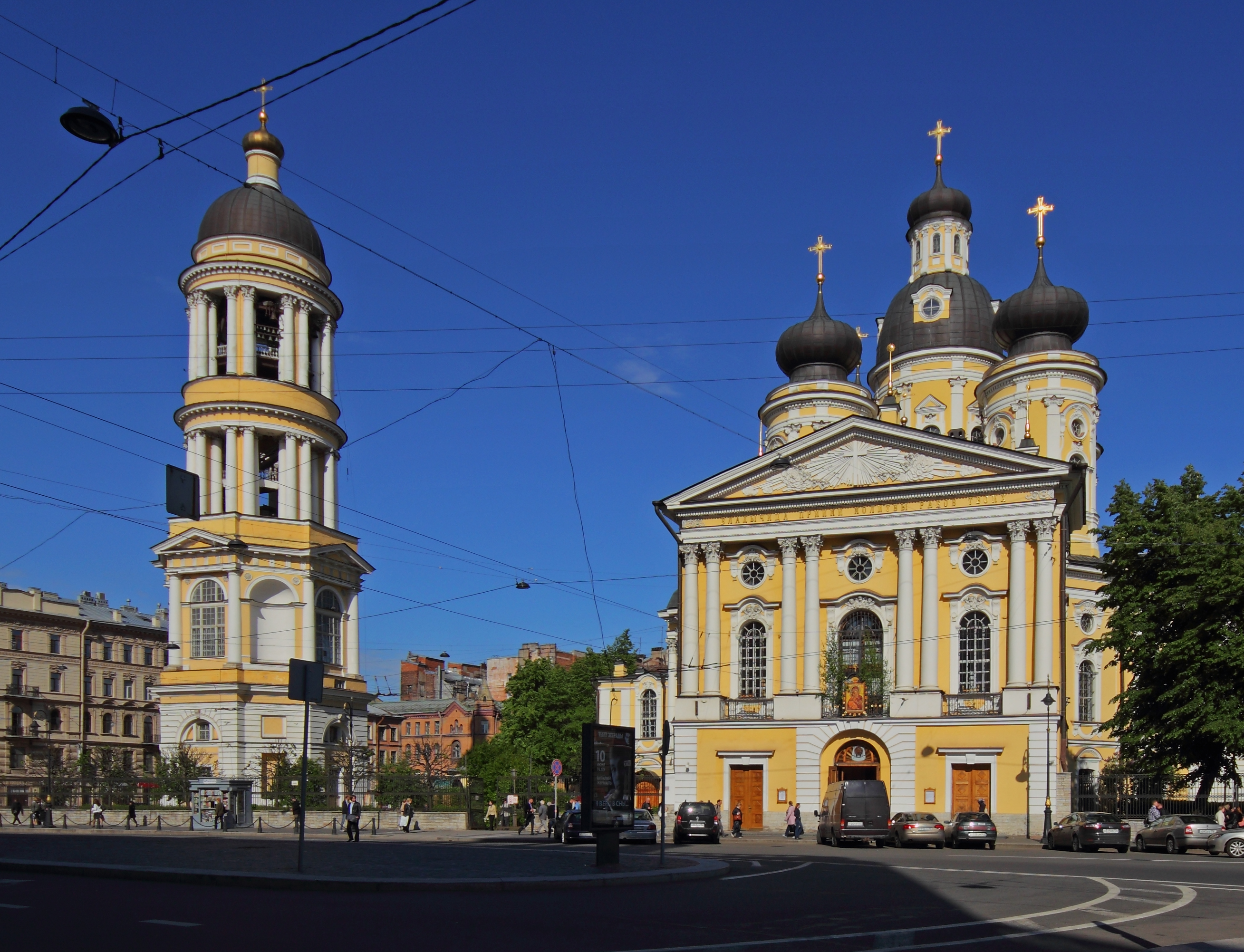

弗拉基米爾教堂（俄语：Владимирская церковь）是一座位於聖彼得堡弗拉基米爾大道的俄羅斯正教會的教堂，而弗拉基米爾大道這個名稱就來自於這座教堂。教堂有五個圓頂，修建於1761年至1769年，建築風格融合了巴洛克式建築和新古典主義建築。1932年，弗拉基米爾教堂被關閉。1989年，教堂重新開放，並在2000年升格為主教座堂。

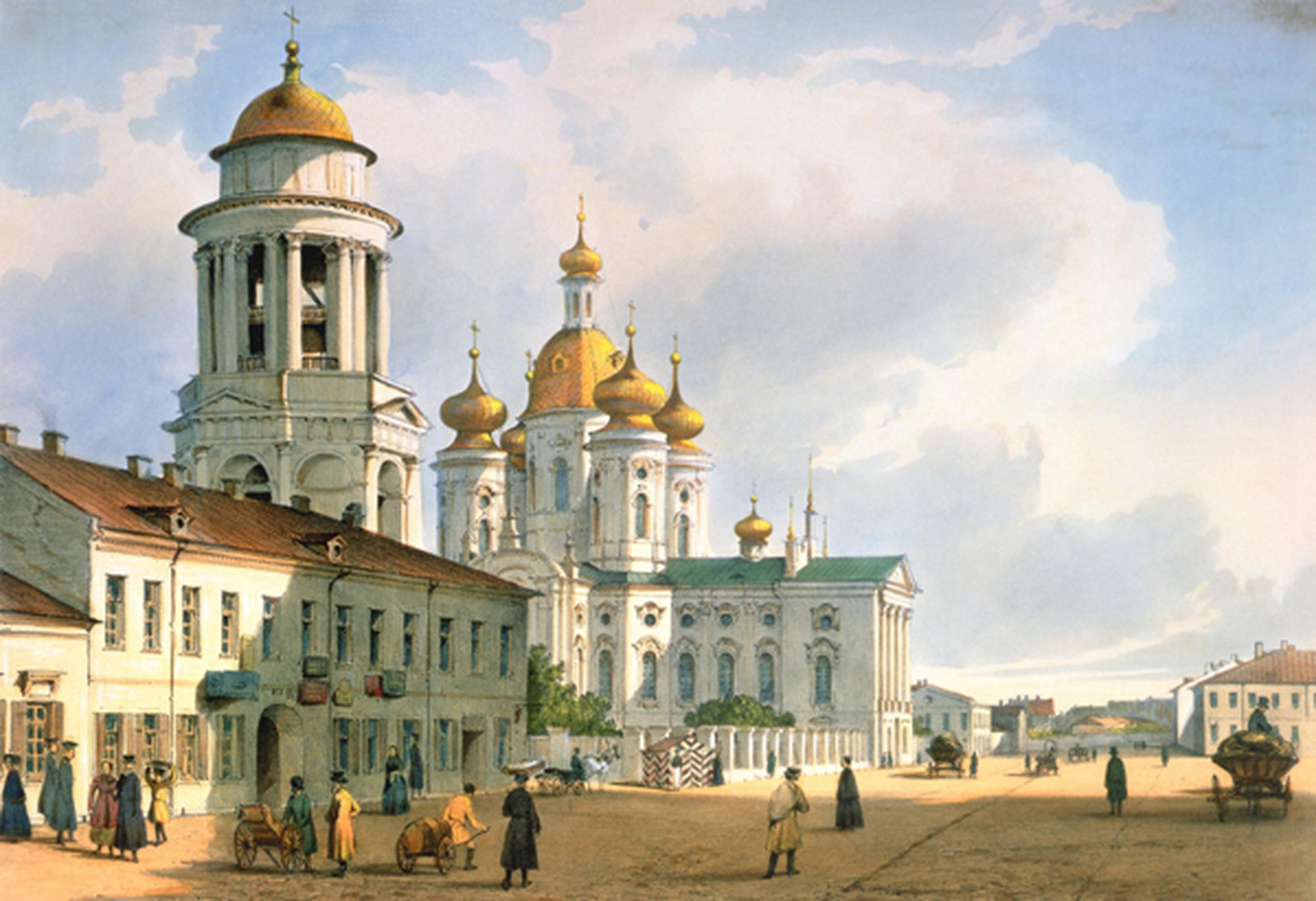
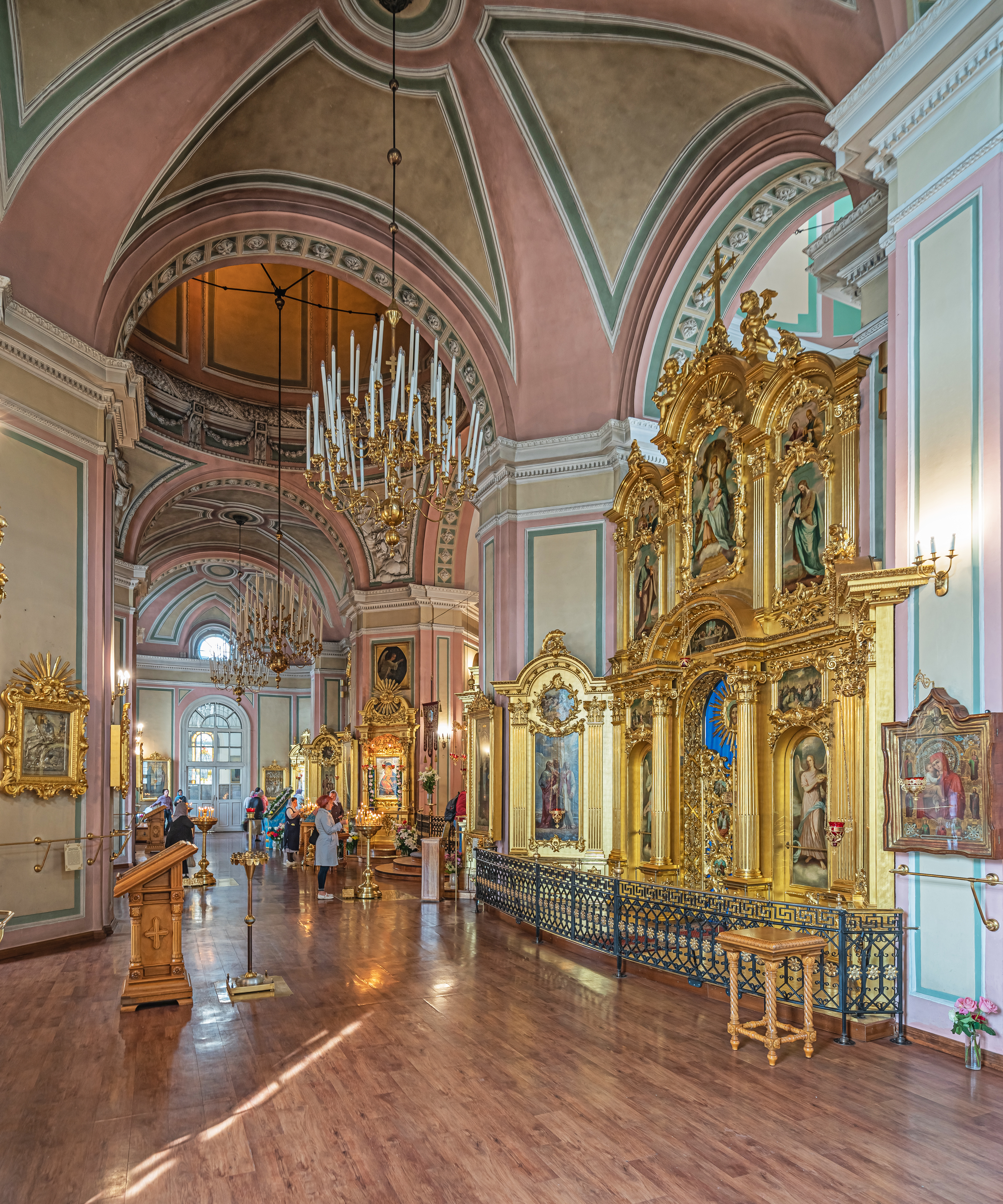
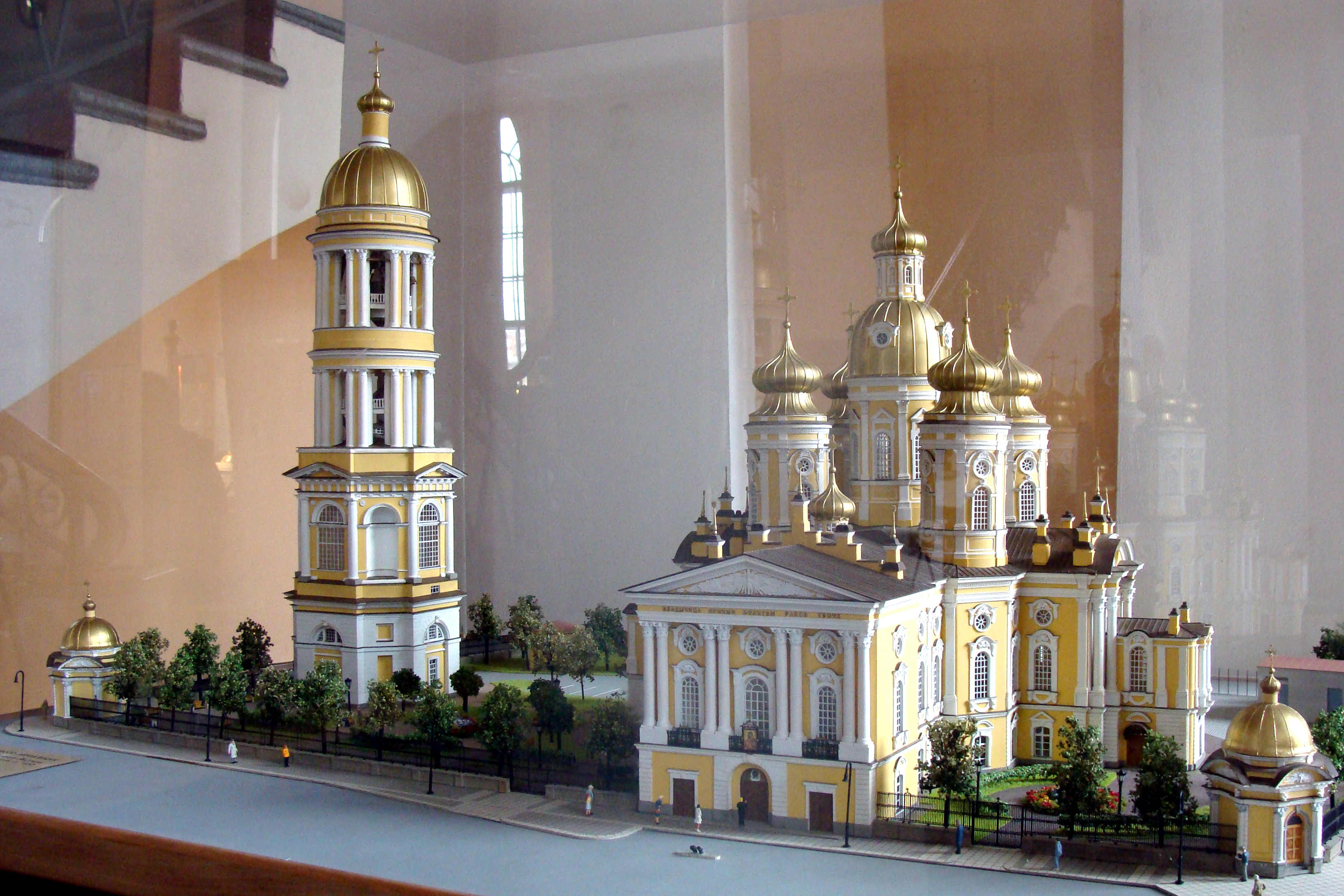
大教堂的比例模型
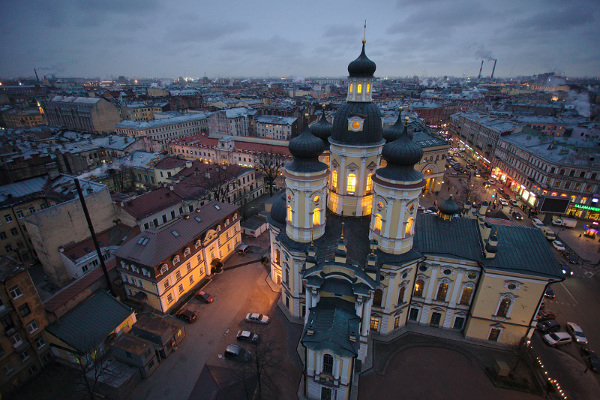

## 延伸閱讀
- Viroslavsky N.M. Описание церкви во имя Божией Матери Владимирской иконы (что в придворных слободах). SPb, 1876.
- 维基共享资源上的相關多媒體資源：弗拉基米爾教堂

## 外部連結
- Website of the Parish Church of Vladimirskaya （页面存档备份，存于）

59°55′42″N 30°20′54″E / 59.9282°N 30.3484°E